# Stadio 3 marzo
Lo stadio 3 marzo (in spagnolo Estadio Tres de Marzo) è uno stadio situato a Zapopan, nell'area metropolitana di Guadalajara, in Messico. 
Ospita le partite casalinghe del Tecos ed è stato sede di alcuni incontri del campionato mondiale del 1986, svoltosi in Messico.
In questo stadio si è esibita la cantante Britney Spears nel 2011 per il Femme Fatale Tour, di fronte a 30 000 fan. 

## Incontri del campionato mondiale di calcio 1986
- Algeria -  Irlanda del Nord 1-1 (gruppo D) il 3 giugno
- Spagna -  Irlanda del Nord 2-1 (gruppo D) il 7 giugno
- Marocco -  Portogallo 3-1 (gruppo F) l'11 giugno